# Tajik Supercup
Der Tajik Supercup ist ein Fußballpokalwettbewerb in Tadschikistan. Der Tajik Supercup wird vom nationalen Fußballverband, der Tajikistan Football Federation, organisiert. Bei dem Spiel treffen der Meister der ersten Liga sowie der Gewinner des Tajik Cup aufeinander. Sollte der Meister Gewinner des Pokals sein, tritt der Vizemeister der ersten Liga an. Der Cup wird vor Beginn der neuen Saison ausgetragen. Erstmals wurde der Tajik Supercup 2010 ausgetragen.

## Sieger seit 2010
| Jahr | Sieger                               | Verlierer                            | Ergebnis                | Austragungsort               |
| ---- | ------------------------------------ | ------------------------------------ | ----------------------- | ---------------------------- |
| 2010 | FC Istiklol Pokalsieger 2009         | Vakhsh Qurghonteppa Meister 2009     | 2:0                     | TALCO-Arena, Tursunsoda      |
| 2011 | FC Istiklol Meister/Pokalsieger 2010 | Regar TadAZ Vizemeister 2010         | 1:0                     | Tsentralnyi Stadium, Bochtar |
| 2012 | FC Istiklol Meister 2011             | Regar TadAZ Pokalsieger 2011         | 2:1                     | Khair Stadium, Wahdat        |
| 2013 | Ravshan Kulob Meister 2012           | Regar TadAZ Pokalsieger 2012         | 2:1                     |                              |
| 2014 | FC Istiklol Pokalsieger 2013         | Ravshan Kulob Meister 2012           | 5:0                     | Central Stadium, Kulob       |
| 2015 | FC Istiklol Meister/Pokalsieger 2014 | Khayr Vahdat FK Vizemeister 2014     | 2:2 (n. V.) 4:3 (n. E.) | Pamir-Stadion, Duschanbe     |
| 2016 | FC Istiklol Meister/Pokalsieger 2015 | FC Khujand Vizemeister 2015          | 1:0                     | TALCO-Arena, Tursunsoda      |
| 2017 | Khosilot Farkhor Vizemeister 2016    | FC Istiklol Meister/Pokalsieger 2016 | 2:1                     | Central Stadium, Hissor      |
| 2018 | FC Istiklol Meister 2017             | Khosilot Farkhor Pokalsieger 2017    | 3:2                     | Central Stadium, Hissor      |
| 2019 | FC Istiklol Meister/Pokalsieger 2018 | FC Khujand Vizemeister 2018          | 3:0                     | Pamir-Stadion, Duschanbe     |
| 2020 | FC Istiklol Meister/Pokalsieger 2019 | FC Khujand Vizemeister 2019          | 2:1                     | Pamir-Stadion, Duschanbe     |
| 2021 | FC Istiklol Meister 2020             | Ravshan Kulob Pokalsieger 2020       | 2:0                     | Central Stadium, Hissor      |
| 2022 | FC Istiklol Meister 2021             | FC Khujand Pokalsieger 2021          | 1:0                     | TALCO-Arena, Tursunsoda      |
| 2023 | Ravshan Kulob Vizemeister 2022       | FC Istiklol Meister 2022             | 1:0                     | Central Stadium, Hissor      |
| 2024 | FC Istiklol Meister 2023             | Ravshan Kulob Pokalfinalist 2023     | 2:1                     | TALCO-Arena, Tursunsoda      |